# Saint-Ouen (Loir-et-Cher)
Saint-Ouen ist eine französische Gemeinde mit 3016 Einwohnern (Stand: 1. Januar 2022) im Département Loir-et-Cher in der Region Centre-Val de Loire. Saint-Ouen gehört zum Arrondissement Vendôme und zum Kanton Vendôme. Die Einwohner werden Audoniens genannt.

## Geographie
Saint-Ouen liegt am Fluss Loir. Umgeben wird Saint-Ouen von den Nachbargemeinden Rahart im Norden, Saint-Firmin-des-Prés im Nordosten, Meslay im Osten, Areines im Südosten, Vendôme im Süden und Westen sowie Azé im Nordwesten.
Durch die Gemeinde führt die Route nationale 10.

## Geschichte
Während der Revolutionsjahre ab 1790 trug der Ort den Namen Fondouen.
| 1962 | 1968 | 1975 | 1982 | 1990 | 1999 | 2006 | 2018 |
| ---- | ---- | ---- | ---- | ---- | ---- | ---- | ---- |
| 1248 | 1368 | 1880 | 2359 | 2958 | 3050 | 3363 | 3124 |

## Sehenswürdigkeiten
- Schloss Saint-Ouen

## Persönlichkeiten
- Claude Bremond (1929–2021), Literaturwissenschaftler